# Annibale Bugnini

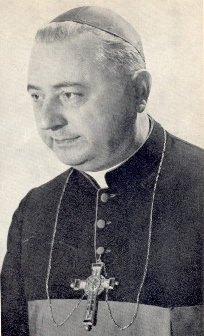
Annibale Bugnini

Annibale Bugnini CM (* 14. Juni 1912 in Civitella del Lago, Umbrien; † 3. Juli 1982 in Rom) war ein italienischer katholischer Ordensgeistlicher, Erzbischof und Liturgiewissenschaftler.

## Leben
Annibale Bugnini empfing am 26. Juli 1936 die Priesterweihe. Seit 1946 war er Schriftleiter der liturgischen Zeitschrift Ephemerides liturgicae. Von 1948 bis 1960 war er Sekretär der von Papst Pius XII. eingesetzten Kommission zur Generalreform der Liturgie. Im Jahr 1957 wurde er Professor für Liturgik an der Päpstlichen Lateranuniversität.
Von 1959 bis 1962 war Bugnini Sekretär der Liturgischen Vorbereitungskommission des Zweiten Vatikanischen Konzils. In der Diskussion über die Entwürfe des Kapitels über die Kirchenmusik der Konstitution Sacrosanctum Concilium standen sich eine konservative Gruppe, angeführt von Higini Anglès, und die Befürworter einer Reform auch der Kirchenmusik, darunter Bugnini, gegenüber. Daraufhin bewirkte Anglès, dass Bugnini seinen Lehrstuhl an der Lateranuniversität verlor.
1964 wurde Bugnini zum Sekretär des von Papst Paul VI. eingesetzten Consilium zur Ausführung der Liturgiekonstitution berufen, dessen Präsident zunächst Kardinal Giacomo Lercaro, seit 1968 Benno Gut waren. Von 1969 bis 1975 wirkte er als Sekretär und treibende Kraft der daraus hervorgegangenen Kongregation für den Gottesdienst. Die Rolle fiel ihm zu, da Kardinalpräfekt Gut bereits 1970 starb und dessen Nachfolger Arturo Tabera nur 1971–1973 amtierte. Die Kongregation für den Gottesdienst wurde 1975 unter Kardinalpräfekt Knox mit der Sakramentenkongregation vereinigt. Consilium und Kongregation setzten nach dem II. Vatikanischen Konzil im Auftrag und in engem Zusammenwirken mit Papst Paul VI. die Liturgiereform um. Allerdings berichtete Oratorianer Louis Bouyer, der selbst Mitglied des Consiliums war, dass Bugnini kritische Stimmen mit dem Hinweis, dass der Papst die Änderungen so wolle, abwürgte, dem Papst gegenüber jedoch von einer Einstimmigkeit des Consiliums berichtete und er so trotz gewisser Vorbehalte des Papstes ihn von den Reformen überzeugen konnte.
Der fleißige, aktive „Manager“ Bugnini galt wegen dieser Reform mancherorts als umstritten, konnte sich bis zu deren Abschluss 1975 aber auf das Wohlwollen des Papstes stützen. Manche traditionalistische Kreise warfen ihm – u. a. durch ein Papst Paul VI. zugespieltes anonymes Pamphlet mit dem Titel „Si si, no no“ Dossier – vor, dass er Freimaurer gewesen sei und implizierten somit seine Teilhabe an antiklerikalen Komplotten. Der Vatikan dementierte dies im Osservatore Romano vom 10. Oktober 1976.
Am 6. Januar 1972 wurde Bugnini zum Titularerzbischof von Diocletiana ernannt. Die Bischofsweihe spendete ihm am 13. Februar 1972 Papst Paul VI.; Mitkonsekratoren waren Bernard Jan Alfrink, Erzbischof von Utrecht, und William John Conway, Erzbischof von Armagh. Sein Wappenspruch „Gaudium Domini Fortitudo“ („Die Freude am Herrn ist [unsere] Stärke“) entstammt Nehemia 8,10 .
Am 4. Januar 1976 wurde Annibale Bugnini Apostolischer Pro-Nuntius im Iran. Die überraschende Zusammenlegung der erst 1969 gegründeten Gottesdienstkongregation mit der Sakramentenkongregation im Sommer 1975 und die Versetzung ihres Sekretärs in den Iran beruhte unter anderem auf Eigenmächtigkeiten seitens Bugninis, die der gelegentlich hintergangene seit Januar 1974 amtierende Kardinalpräfekt James Robert Knox und die Glaubenskongregation unter Kardinal Franjo Šeper nicht mehr dulden wollten. Im Iran stürzte sich Bugnini wiederum mit großem Eifer in die Arbeit, die während der iranischen Revolution für den Vatikan große Bedeutung erlangte (Publikation: La Chiesa in Iran).
Am 3. Juli 1982 starb Annibale Bugnini in einer römischen Klinik.

## Werke
- La riforma liturgica 1948–1975. Nuova edizione riveduta e arricchiata di note e di supplementi per una lettura analitica. CLV-Ed. Liturgiche, Rom 1997 (ohne ISBN).
- deutsche Übersetzung der 1. Aufl.: Die Liturgiereform. 1948–1975. Zeugnis und Testament. Herder, Freiburg i. Br. 1988; ISBN 3-451-20727-3.
- Wichtigste „Veröffentlichungen“ unter Mitwirkung Bugninis sind die erneuerten liturgischen Bücher des Römischen Ritus als Ergebnis der Liturgiereform des Zweiten Vatikanischen Konzils.